# Percy Bryant
Percy Dayton Bryant (ur. 12 czerwca 1897 w Saranac Lake, zm. 5 czerwca 1960 we Franklin Falls) – amerykański bobsleista, srebrny medalista igrzysk olimpijskich.

## Kariera
Największy sukces osiągnął w 1932 roku, kiedy reprezentacja USA II w składzie: Henry Homburger, Percy Bryant, Paul Stevens i Edmund Horton zdobyła srebrny medal w czwórkach na igrzyskach olimpijskich w Lake Placid. Był to jego jedyny start olimpijski oraz jedyny medal wywalczony na międzynarodowej imprezie tej rangi. W tej samej konkurencji Bryant zdobywał też mistrzostwo kraju w latach 1931 i 1932.